# Крістіан Парлаті
Крістіан Парлаті (23 січня 1998 , Неаполь ) — італійський дзюдоїст, призер чемпіонатів світу та Європи.

## Спортивні результати на міжнародних змаганнях

### Виступи на Олімпіадах
| Змагання                    | Місце проведення | Вагова категорія | Місце      |
| --------------------------- | ---------------- | ---------------- | ---------- |
| Літні Олімпійські ігри 2020 | Токіо, Японія    | до 81 кг         | 1/8 фіналу |
| Літні Олімпійські ігри 2020 | Токіо, Японія    | змішана команда  | 1/8 фіналу |

### Виступи на Чемпіонатах світу
| Змагання                                   | Місце проведення          | Вагова категорія | Місце       |
| ------------------------------------------ | ------------------------- | ---------------- | ----------- |
| Чемпіонат світу з дзюдо серед юніорів 2017 | Загреб, Хорватія          | до 81 кг         | Бронза      |
| Чемпіонат світу з дзюдо серед юніорів 2018 | Нассау, Багамські Острови | до 81 кг         | Золото      |
| Чемпіонат світу з дзюдо 2019               | Токіо, Японія             | до 81 кг         | 1/32 фіналу |
| Чемпіонат світу з дзюдо 2022               | Ташкент, Узбекистан       | до 90 кг         | Срібло      |

### Виступи на Чемпіонатах Європи
| Змагання                                    | Місце проведення    | Вагова категорія | Місце       |
| ------------------------------------------- | ------------------- | ---------------- | ----------- |
| Чемпіонат Європи з дзюдо серед кадетів 2015 | Софія, Болгарія     | до 73 кг         | 5 місце     |
| Чемпіонат Європи з дзюдо серед юніорів 2016 | Малага, Іспанія     | до 81 кг         | 5 місце     |
| Чемпіонат Європи з дзюдо серед молоді 2016  | Тель-Авів, Ізраїль  | до 81 кг         | 1/16 фіналу |
| Чемпіонат Європи з дзюдо серед юніорів 2017 | Марибор, Словенія   | до 81 кг         | Бронза      |
| Чемпіонат Європи з дзюдо 2018               | Тель-Авів, Ізраїль  | до 81 кг         | 1/16 фіналу |
| Чемпіонат Європи з дзюдо серед юніорів 2018 | Софія, Болгарія     | до 81 кг         | Бронза      |
| Європейські ігри 2019                       | Мінськ, Білорусь    | до 81 кг         | 1/16 фіналу |
| Чемпіонат Європи з дзюдо 2020               | Прага, Чехія        | до 81 кг         | 1/16 фіналу |
| Чемпіонат Європи з дзюдо 2021               | Лісабон, Португалія | до 81 кг         | Бронза      |
| Чемпіонат Європи з дзюдо 2022               | Софія, Болгарія     | до 90 кг         | 5 місце     |